# Purpuricenus malaccensis
Purpuricenus malaccensis là một loài bọ cánh cứng trong họ Cerambycidae.